# 呉良鏞
呉 良鏞（ご りょうよう、1922年5月7日 - ）は、中華人民共和国の建築家。中国科学院院士。中国工程院院士。

## 経歴
1922年5月7日、江蘇省江寧県（現在の南京市江寧区）で生まれる。国立二中を経て、1944年、国立中央大学建築工程系を卒業。1948年8月、清華大学建築学部の梁思成教授の紹介で、呉良鏞は米国に行きました。9月の初めにクランブルック教育コミュニティーの建築と都市設計系に進学し、建築家のエーロ・サーリネンに師事し、1949年に修士号を獲得した。
1951年2月1年に帰国し、清華大学教授を務めた。1978年、清華大学建築系の主任に昇任した。
2022年、100歳でも健在することが判明した。

## 栄典
- 1980年、中国科学院院士
- 1995年、中国工程院院士

## 受賞
- 1995年、何梁何利基金科学と技術進歩賞
- 1999年、芸術文化勲章
- 2000年、梁思成建築賞
- 2002年、クラウス王子賞（英語版）
- 2010年、陳嘉庚技術科学賞
- 2012年2月14日、国家最高科学技術賞[2]